# Cholydiella nesisi
Cholydiella nesisi is een eenoogkreeftjessoort uit de familie van de Tisbidae. De wetenschappelijke naam van de soort is voor het eerst geldig gepubliceerd in 1986 door Avdeev.